# Desa Tempuran (administrativ by i Indonesien, Jawa Tengah, lat -6,86, long 110,66)
Desa Tempuran är en administrativ by i Indonesien.   Den ligger i provinsen Jawa Tengah, i den västra delen av landet, 400 km öster om huvudstaden Jakarta.